# Antonio Segovia
Antonio Nicolás Segovia fue un político peruano. 
Fue elegido miembro del Congreso Constituyente de 1867 por la aún entonces provincia cusqueña de Aymaraes durante el gobierno de Mariano Ignacio Prado. Este congreso expidió la Constitución Política de 1867, la octava que rigió en el país, y que sólo tuvo una vigencia de cinco meses desde agosto de 1867 a enero de 1868.
En 1868 fue elegido diputado por la provincia de Aymaraes siendo reelegido en 1872. En función de la creación del departamento de Apurímac en 1873, desde 1874 fue considerado diputado por el departamento de Apurímac. Fue reelegido en 1876 durante el gobierno de Mariano Ignacio Prado  y reelecto en 1879 durante el gobierno de Nicolás de Piérola y la guerra con Chile. En 1886 volció a ser elegido diputado por la provincia de Antabamba en 1886.